# الوین مور (ورزشکار)
الوین مور (انگلیسی: Alvin Moore; ۱۱ نوامبر ۱۸۹۱ – ۹ نوامبر ۱۹۷۲) از برندگان مدال‌های المپیک تابستانی ۱۹۳۲ اهل ایالات متحده آمریکا بود.